# Lisle-sur-Tarn
Lisle-sur-Tarn é uma comuna francesa na região administrativa da Occitânia, no departamento de Tarn. Estende-se por uma área de 86.56 km², e possui 4.682 habitantes, segundo o censo de 2018, com uma densidade de 54 hab/km².